# Don Gratio Rossi
Pour les articles homonymes, voir Rossi.
Don Grazio de Rossi, né le 25 mars 1725 à Ajaccio (Corse), mort le 14 février 1800 à Ajaccio (Corse), est un général de brigade de la Révolution française.

## États de service
Il entre en service le 2 mars 1748, comme enseigne au régiment Royal-Corse, et il devient sous-lieutenant le 1er mars 1757. En 1763, il rejoint le régiment Royal-Italien, et il reçoit son brevet de capitaine commandant le 11 mars 1769. Il est fait chevalier de Saint-Louis en 1779.
Il est élevé au grade de major le 19 septembre 1780, et le 1er mai 1788, il est nommé lieutenant-colonel commandant le 4e bataillon des chasseurs corses. Il reçoit ses épaulettes de colonel le 21 octobre 1791, au 52e régiment d’infanterie de ligne, et il prend le commandement de la place de Bastia.
Il est promu général de brigade le 8 mars 1793, et il est suspendu de ses fonctions le 10 juin 1793, puis incarcéré à la citadelle d’Ajaccio. Il est libéré en 1796, par Bonaparte, et il meurt le 14 février 1800 à Ajaccio.

## Famille
C'est un cousin de Camille et Antoine de Rossi. Son fils Giacinto (où Hyacinto) de Rossi fut colonel dans l'armée des Alpes

## Sources
- (en) « Generals Who Served in the French Army during the Period 1789 - 1814: Eberle to Exelmans »
- Côte S.H.A.T.: 8 YD 52
- Léon Hennet, État militaire de France pour l’année 1793, Siège de la société, Paris, 1903, p. 102.
- Carnet de sabretache : revue d’histoire militaire rétrospective, volume 20, Berger-Levrault, Nancy, 1900, p. 377.
- Arthur Chuquet, La jeunesse de Napoléon, Toulon, Armand Colin et Cie, éditeurs, Paris, 1898, 408 p. (lire en ligne), p. 106-275.